# Hegelohe
Hegelohe ist ein Ortsteil des Marktes Titting im Landkreis Eichstätt in Bayern.

## Lage
Der Weiler liegt südlich des Anlautertals auf der Jurahöhe. Zu erreichen ist er über die Staatsstraße 2336, die von Hirnstetten  zur Staatsstraße 2228 im Anlautertal bei Altdorf verläuft.

## Ortsnamensdeutung
Hegelohe bedeutet Ansiedlung „zum umhegten Wald/Gehölz“.

## Geschichte
In der Nähe wurden die Reste eines Turms des römischen Grenzwalls Limes, in 25 Metern Entfernung vom Limes ein aus Stein errichtetes Kleinkastell von 20 Metern Seitenlänge sowie mehrere Grabhügel gefunden. Der Limes selbst ist bei Hegelohe von der Straße Hirnstetten – Altdorf überdeckt.
Der Ort ist erstmals 1186 als „Hegenloch“ erwähnt, als Papst Urban III. dem Domkapitel von Eichstätt Besitz und Rechte im Dorf bestätigte. Der Weiler gehörte zur Pfarrei Altdorf und zum domkapitlischen Ehehaftsgericht Wachenzell. Am Ende des Alten Reiches bildeten zwei domkapitlische Halbhöfe und ein domkapitlisches Häuslein die Ansiedlung.
Nach der Säkularisation des Hochstifts Eichstätt im Zuge des Reichsdeputationshauptschlusses kam Hegelohe im neuen Königreich Bayern an das Landgericht Raitenbuch, dessen Sitz 1812 nach Greding verlegt wurde. 1808 wurde Hegelohe mit Altdorf in den Steuerdistrikt Morsbach eingebunden, aus dem 1818 die Gemeinde Altdorf gebildet wurde. Im Zuge der Gebietsreform in Bayern wurde Hegelohe mit Altdorf 1972 nach Titting eingemeindet.
Mit dem Bau der Straße Hegelohe – Hirnstetten wurde 1921 als Notstandsarbeitsmaßnahme begonnen. In den 1960er Jahren erhielt die Ortschaft eine zentrale Wasserversorgung. Die Flur des Weilers wurde in den frühen 1970er Jahren bereinigt. 1984 gab es im Ort zwei landwirtschaftliche Vollerwerbs- und einen Nebenerwerbsbetrieb.

## Ortskapelle
Die katholische Ortskapelle, ein rechteckiger Satteldachbau mit Dachreiter, wurde 1864 errichtet und 1906 erweitert. Sie ist in die Bayerische Denkmalliste eingetragen.